# Roope Latvala
Roope Latvala (ur. 25 czerwca 1970 w Helsinkach) – fiński gitarzysta, były członek metalowego zespołu Children of Bodom.
Do zespołu Children of Bodom dołączył latem 2003 zastępując Alexandra Kuoppalę. Wcześniej grał w zespołach: Dementia, Waltari, Stone oraz Sinergy.

## Instrumentarium
- ESP RL-600,
- Jackson RR Custom Black,
- Jackson RR Custom Black with Yellow Pinstripe,
- Jackson RR Custom White,